# Iglesia de Nuestra Señora de la Asunción (Jorquera)
La iglesia de Nuestra Señora de la Asunción de Jorquera, es un templo católico ubicado en la calle Mayor, 1, de la citada población de la Manchuela albaceteña, es Bien de interés cultural, con código RI-51-0007363, desde el 22 de diciembre de 1992.
Pertenece a la Diócesis de Albacete en concreto al arciprestazgo de La Manchuela.

## Descripción histórico-artística
El templo data del siglo XVI y se construyó siguiendo las pautas del estilo de transición del  gótico al renacentista. Presenta planta de una sola nave con cuatro crujías y cubierta en forma de bóveda de crucería. La cabecera de la planta es ochavada y está cubierta por una bóveda de crucería, que se apoya en pilares de diversas formas adosados a los muros.

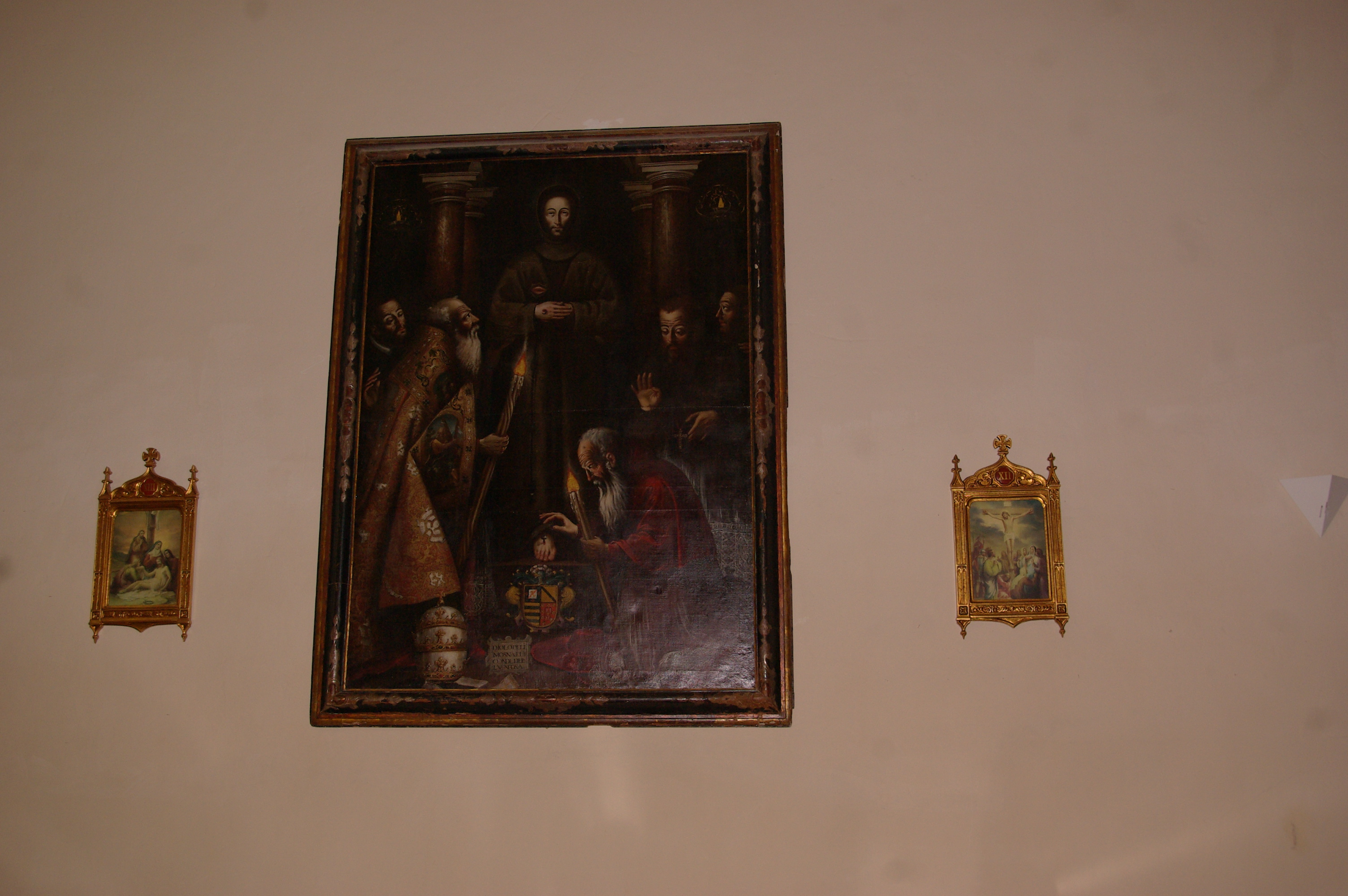
La contemplación de San Francisco.
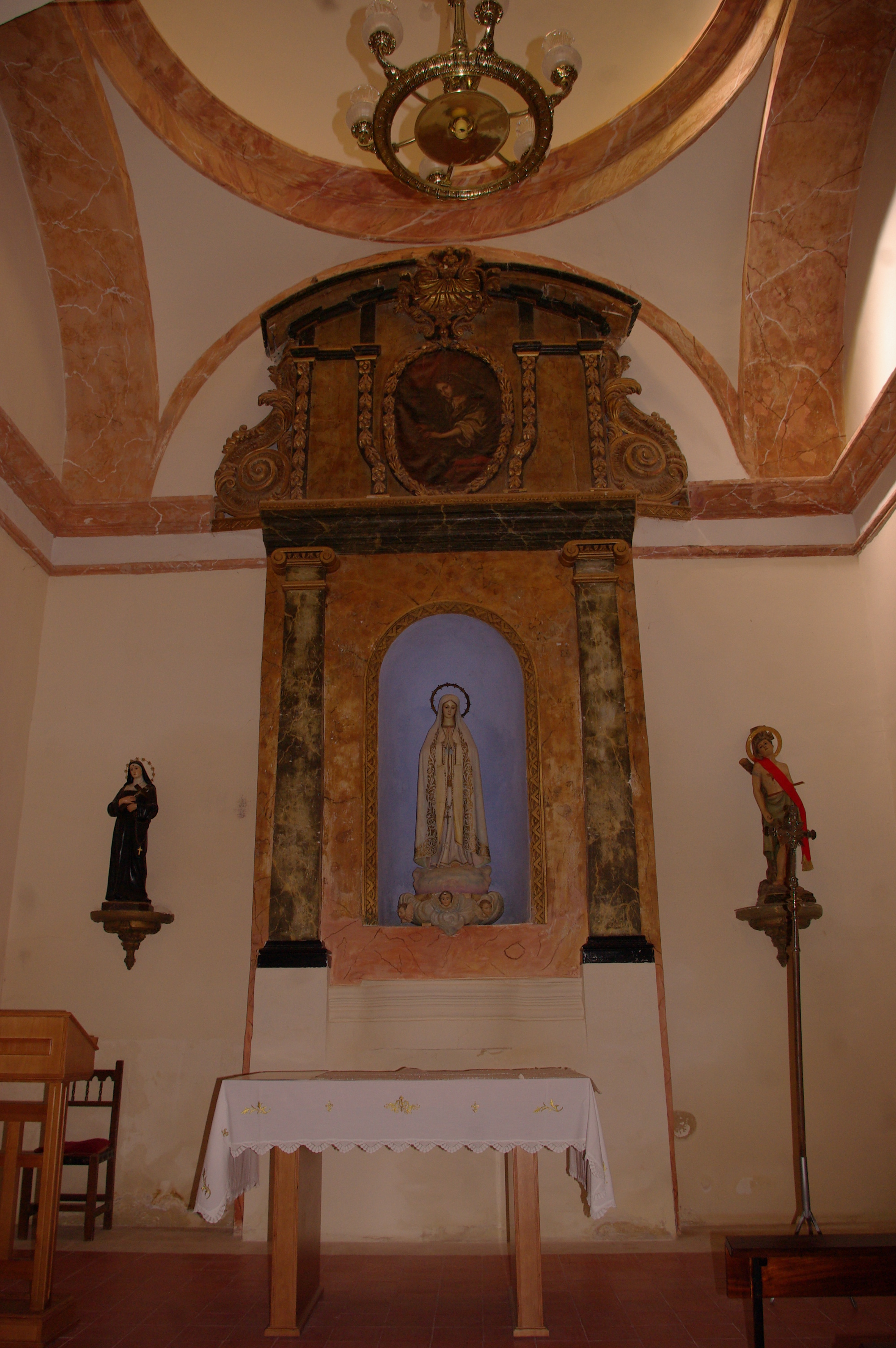
Capilla lateral izquierda.
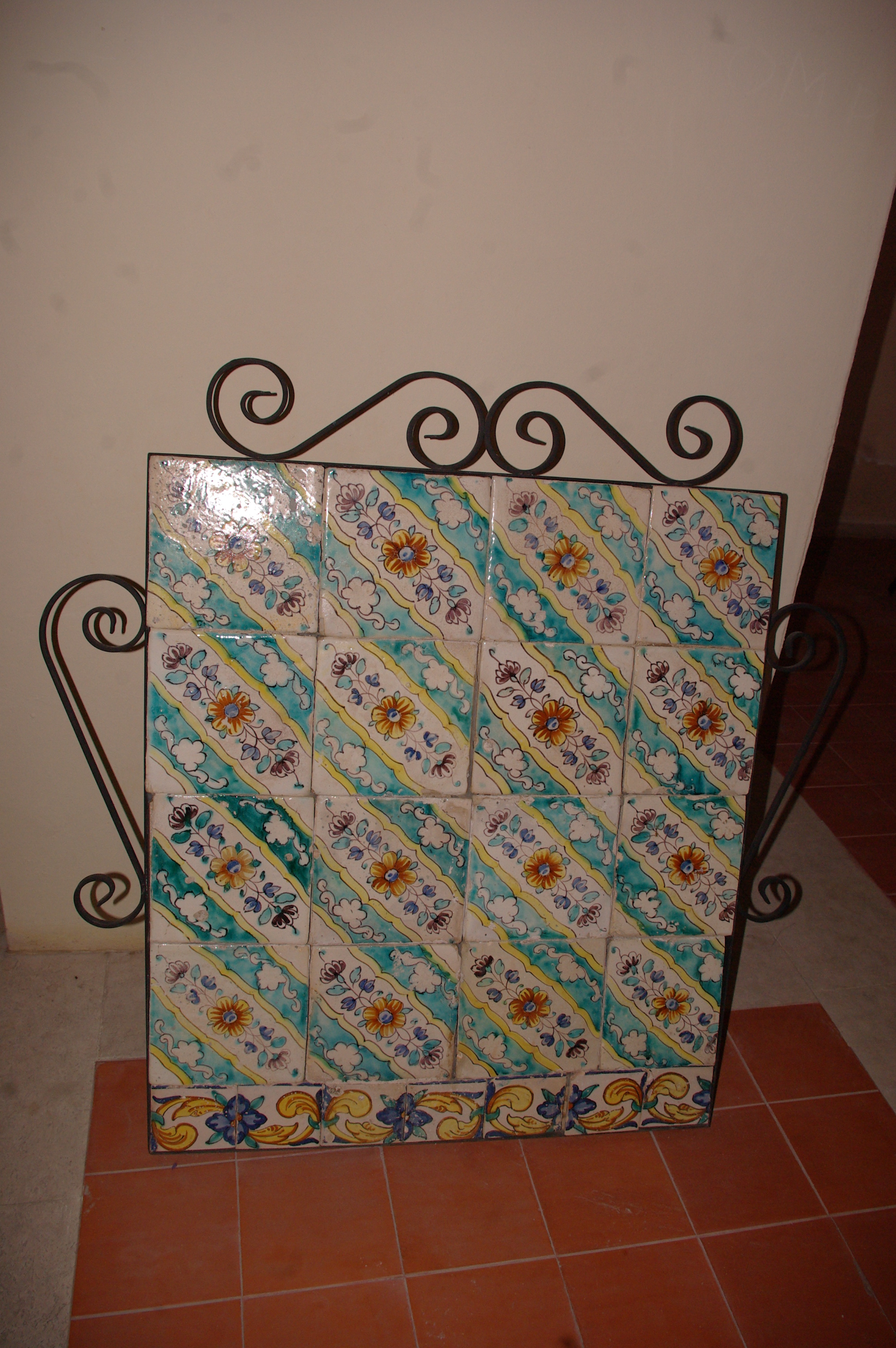
Baldosas hidráulicas expuestas en la iglesia
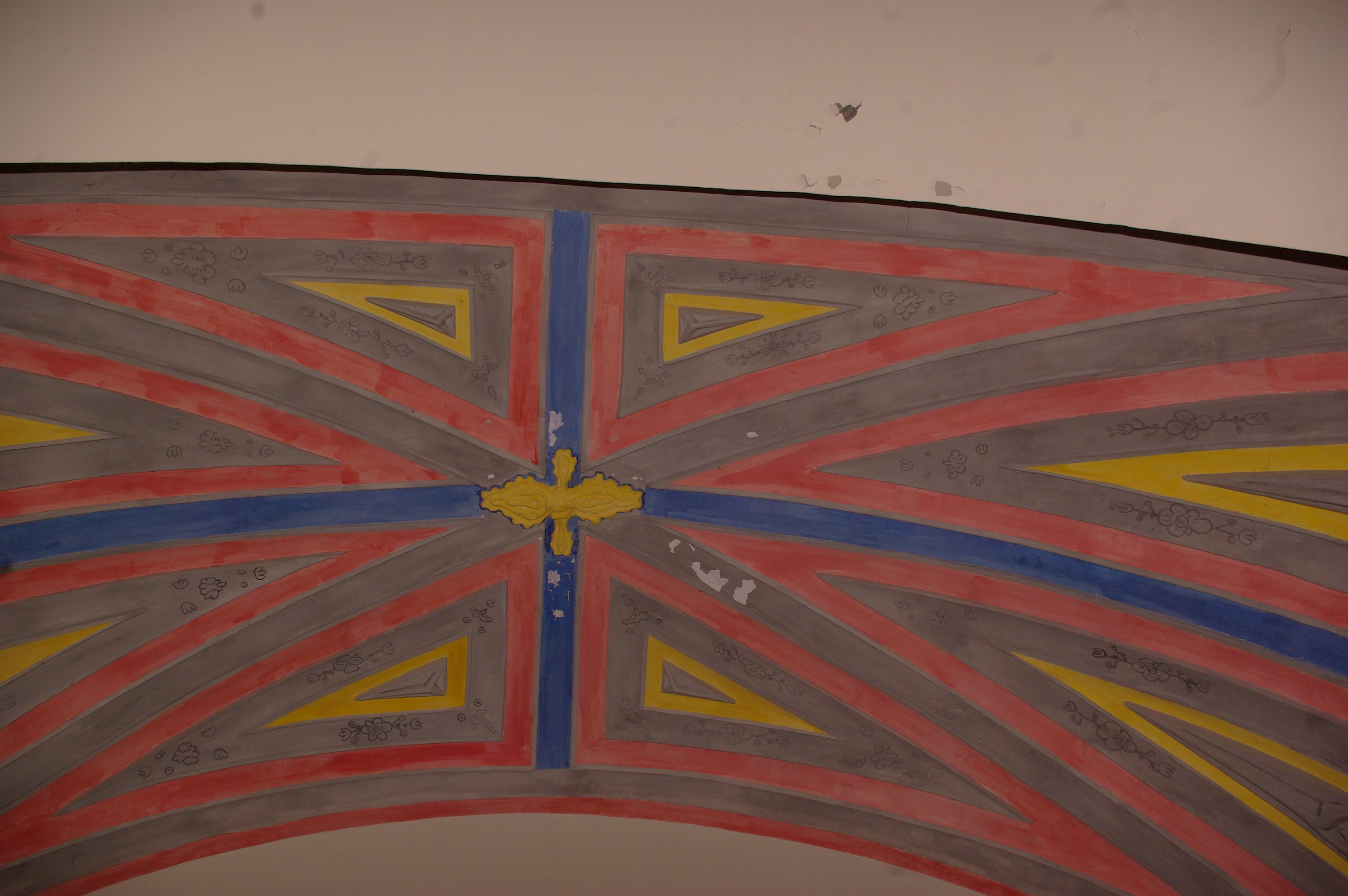
Techo de la capilla lateral
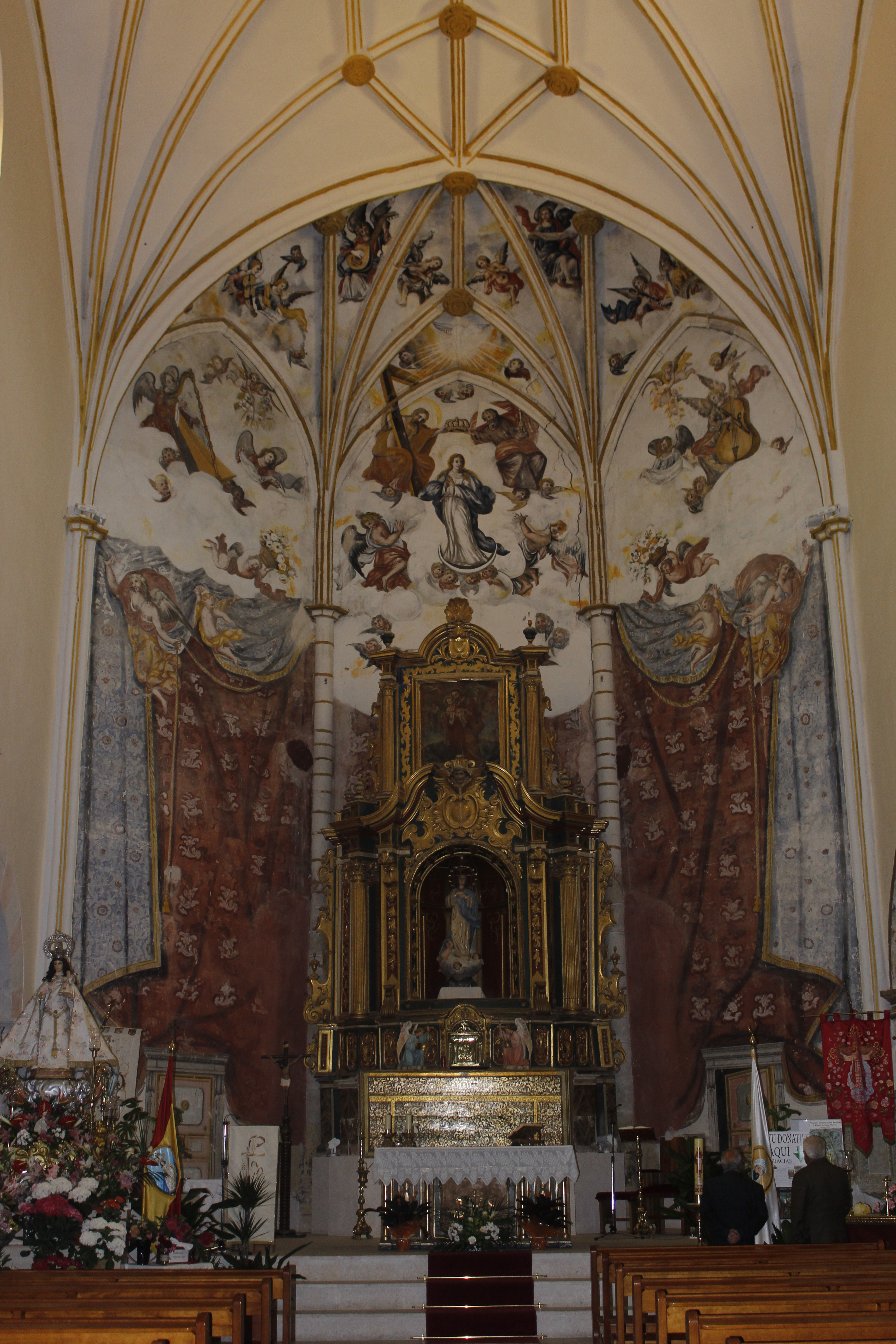
Atar mayor
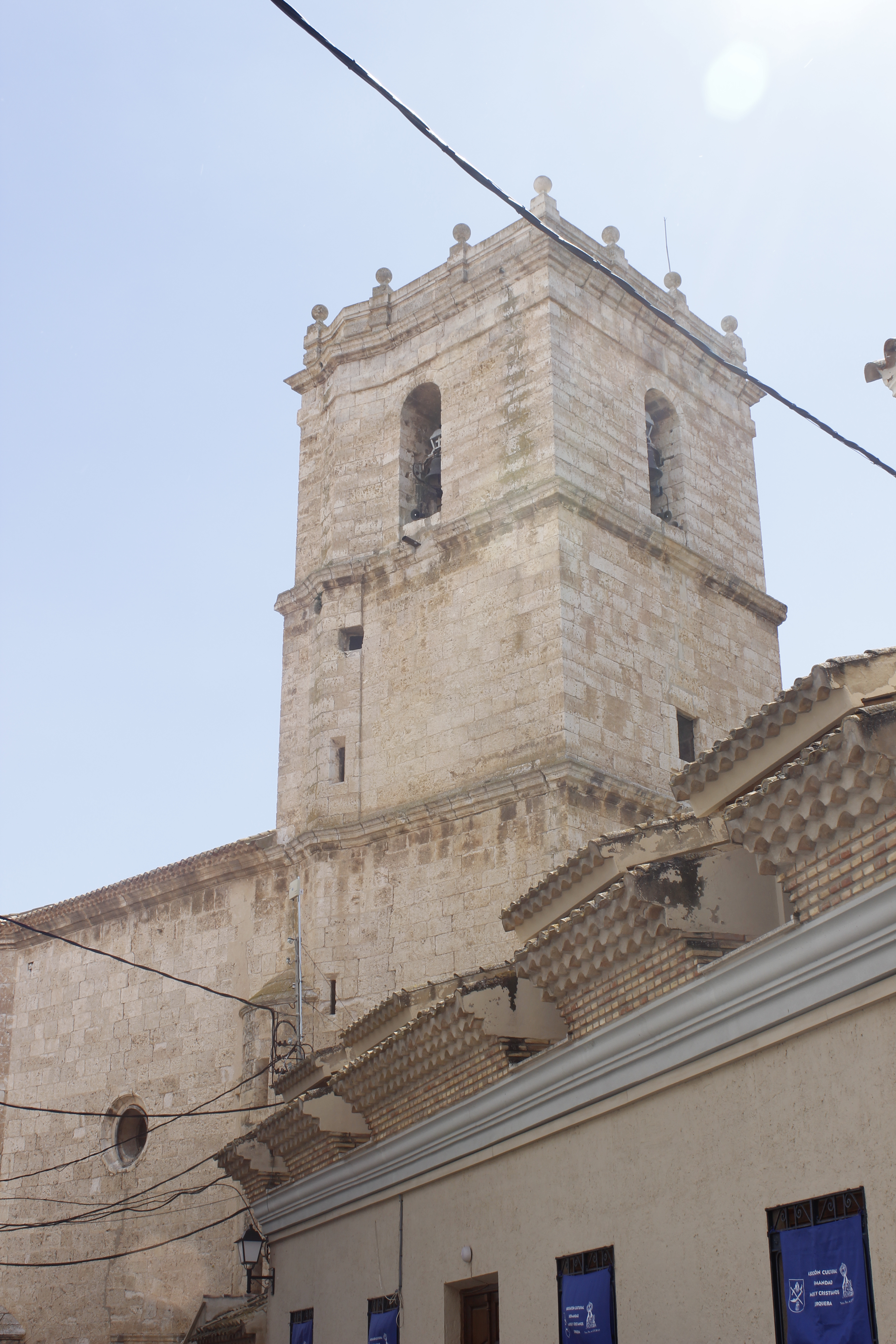
Campanario
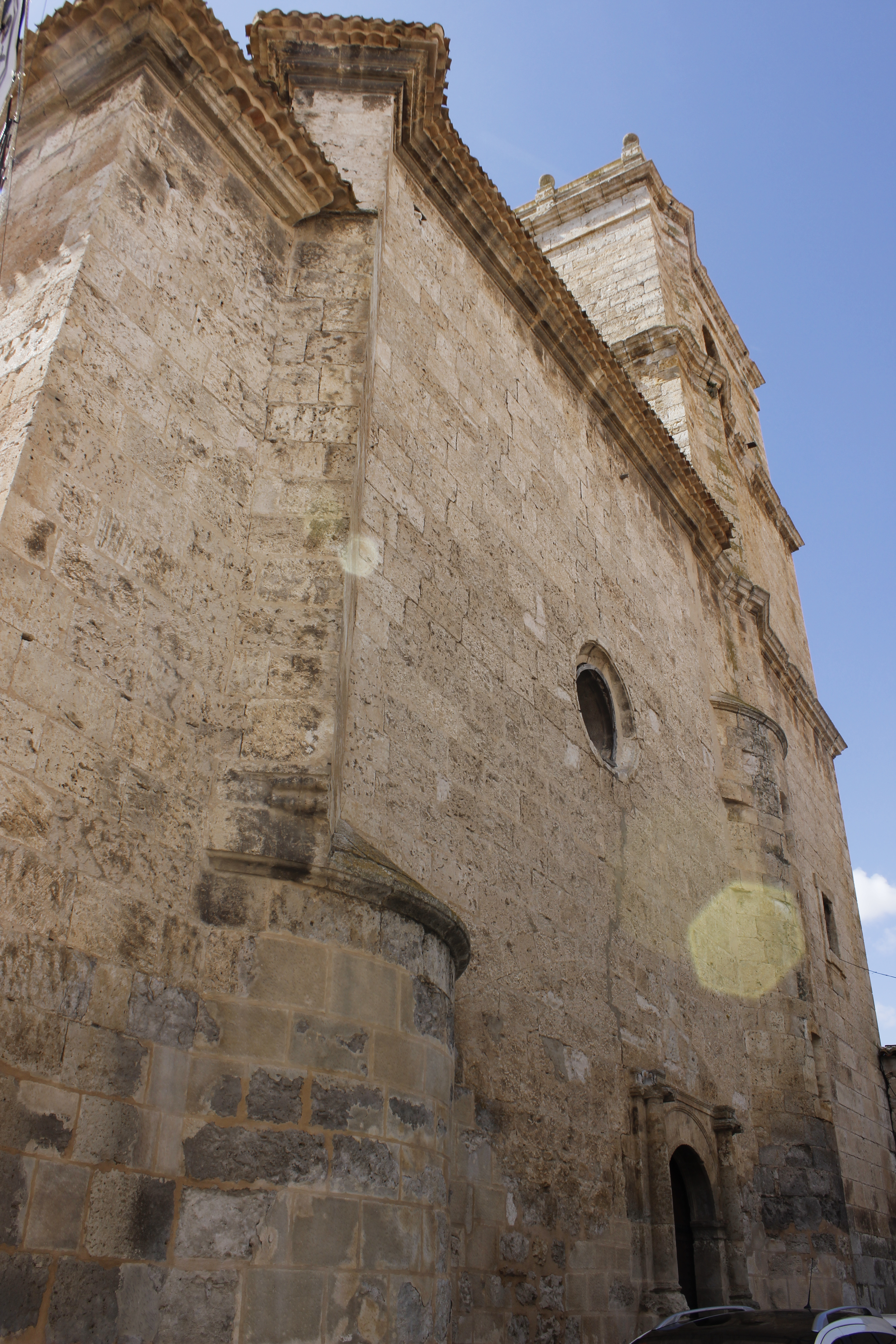
Vista lateral

No se dispone de información sobre los detalles de su construcción durante su inicio, alrededor de 1577 (fecha admitida como inicio de la construcción por una inscripción repintada que se encuentra en el templo), pero por las características del templo cabe suponer que sus constructores fueron canteros vascos relacionados con la construcción del templo de San Juan Bautista de Albacete, sobre todo por los parecidos entre ambos templos en las dos primeras crujías. En cambio, las dos últimas presentan un hacer renacentista en el que destaca la bóveda, casi plana, del sotacoro y en los accesos al coro que son plenamente renacentistas. Sí se dispone del libro de fábrica que abarca el período desde 1665 a 1715. Pese a falta de datos sobre el siglo XVI, referencias cruzadas permiten reforzar la hipótesis del inicio de la construcción hacia 1577, ya que se hace referencia a canteros en la iglesia en documentación sobre la Torre de Doña Blanca.
Del interior destaca la capilla de los Maldonado, con acceso a la cripta en la que se encuentran los restos de Juan Antonio Maldonado Albarracín, hijo de Jorquera que se dice llegó a ser Virrey de Calabria por nombramiento de  Felipe V.
También puede destacarse la cruz procesional del siglo XVI que se guarda en su interior, así como el lienzo de “La contemplación de San Francisco”.